# Silvanerpeton
Silvanerpeton és un gènere de rèptil extint del Carbonífer. Alguns científics pensen que podria haver estat semiaquàtic en estat adult, mentre que d'altres creuen que només era semiaquàtic durant la joventut.